# Bahar
Bahār (farsi بهار) è il capoluogo dello shahrestān di Bahar, circoscrizione Centrale, nella provincia di Hamadan. Aveva, nel 2006, una popolazione di 27.271 abitanti, in gran parte di lingua azera che si dedicano in prevalenza all'agricoltura coltivando patate e angurie.